# Éric Chevillard
Éric Chevillard, född 1964 i Roche-sur-Yon, är en fransk författare.
Chevillard debuterade 1987 och har med en rad romaner präglade av lekfullhet och experimentlust etablerat sig som en formförnyare i fransk prosa.